# 巴南巴
13°33′N 7°27′W / 13.550°N 7.450°W

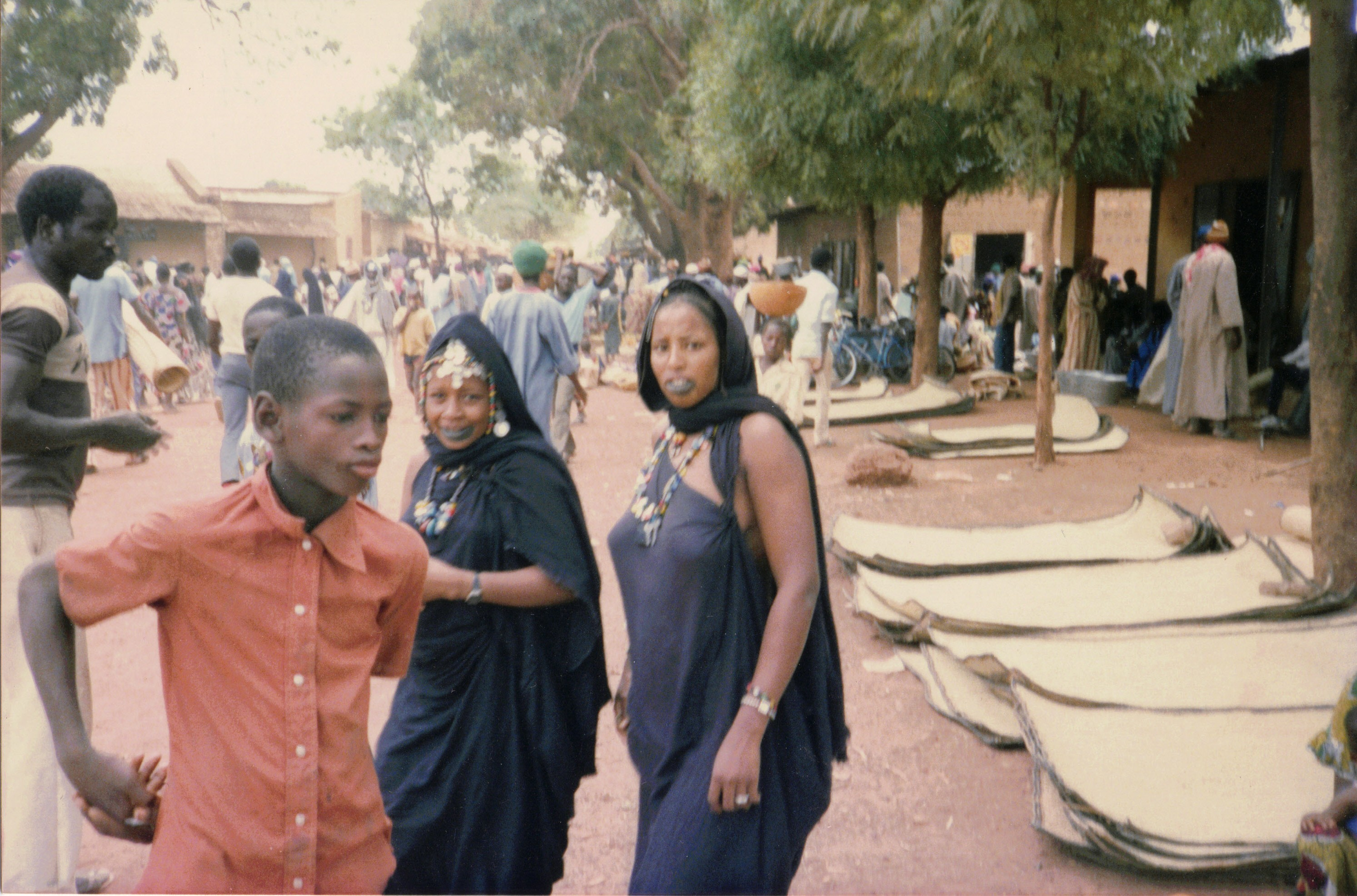
巴南巴的市集

巴南巴（法語：Banamba），是馬里的城鎮，位於該國西部，由庫利科羅區負責管轄，是巴南巴省的首府，處於庫利科羅以北，海拔高度372米，2009年該鎮人口30,180。